# Улкен Каратал
Улкен Каратал (каз. Үлкен Қаратал) — село в Зайсанском районе Восточно-Казахстанской области Казахстана. Входит в состав Каратальского сельского округа. Находится примерно в 32 км к северо-востоку от районного центра, города Зайсан. Код КАТО — 634635500.

## Население
В 1999 году население села составляло 842 человека (445 мужчин и 397 женщин). По данным переписи 2009 года, в селе проживали 874 человека (457 мужчин и 417 женщин).